# Hypoxis limicola
Hypoxis limicola är en enhjärtbladig växtart som beskrevs av Brian Laurence Burtt. Hypoxis limicola ingår i släktet Hypoxis och familjen Hypoxidaceae. Inga underarter finns listade i Catalogue of Life.